# Xanthopimpla hirsuta
Xanthopimpla hirsuta är en stekelart som först beskrevs av Girault 1930.  Xanthopimpla hirsuta ingår i släktet Xanthopimpla och familjen brokparasitsteklar. Inga underarter finns listade i Catalogue of Life.